# Вольфганг Ремер (підводник)
Не плутати з військовим інженером!
Вольфганг Ремер (нім. Wolfgang Römer; 22 жовтня 1916, Ратенов — 5 липня 1972) — німецький офіцер-підводник, капітан-лейтенант крігсмаріне.

## Біографія
3 квітня 1936 року вступив на флот. З серпня 1939 року — 2-й вахтовий офіцер на підводному човні U-52. З жовтня 1939 року — навчальний офіцер в училищі підводників Нойштадта. З листопада 1939 по червень 1940 року — навчальний офіцер і ад'ютант навчального дивізіону підводних човнів в Плені. З 5 липня 1940 року — 2-й вахтовий офіцер на U-103. З 20 квітня 1941 по 19 січня 1942 року — командир U-56, з 31 березня 1942 року — U-353. 25 вересня вийшов у свій перший і останній похід. 16 жовтня 1942 року U-353 був потоплений в Північній Атлантиці західніше Ірландії (53°54′ пн. ш. 29°30′ зх. д.) глибинними бомбами британського есмінця «Фейм». 6 членів екіпажу загинули, 39 (включаючи Ремера) були врятовані і взяті в полон. 17 липня 1947 року звільнений.

## Звання
- Кандидат в офіцери (3 квітня 1936)
- Морський кадет (10 вересня 1936)
- Фенріх-цур-зее (1 травня 1937)
- Оберфенріх-цур-зее (1 липня 1938)
- Лейтенант-цур-зее (1 жовтня 1938)
- Оберлейтенант-цур-зее (1 жовтня 1940)
- Капітан-лейтенант (1 липня 1943)